# Barrage de Latyan
Le barrage de Latyan (en persan : سد لتيان, sad-e latyān) est un barrage situé près de Téhéran. Il est l'une des principales sources d'approvisionnement en eau de la région métropolitaine de Téhéran.

## Localisation
La distance à vol d'oiseau du barrage de Latyan de Téhéran est inférieur à 25 km. 